# Despard
Despard és una concentració de població designada pel cens dels Estats Units a l'estat de Virgínia de l'Oest. Segons el cens del 2000 tenia 1.039 habitants.

## Demografia
Segons el cens del 2000, Despard tenia 1.039 habitants, 392 habitatges, i 286 famílies. La densitat de població era de 272,9 habitants per km².
Dels 392 habitatges en un 32,7% hi vivien nens de menys de 18 anys, en un 52,3% hi vivien parelles casades, en un 13,8% dones solteres, i en un 27% no eren unitats familiars. En el 25,3% dels habitatges hi vivien persones soles l'11% de les quals corresponia a persones de 65 anys o més que vivien soles. El nombre mitjà de persones vivint en cada habitatge era de 2,65 i el nombre mitjà de persones que vivien en cada família era de 3,14.
Per edats la població es repartia de la següent manera: un 26,3% tenia menys de 18 anys, un 7,5% entre 18 i 24, un 29,5% entre 25 i 44, un 23,1% de 45 a 60 i un 13,7% 65 anys o més.
L'edat mediana era de 36 anys. Per cada 100 dones de 18 o més anys hi havia 92,9 homes.
La renda mediana per habitatge era de 19.740 $ i la renda mediana per família de 23.750 $. Els homes tenien una renda mediana de 30.132 $ mentre que les dones 24.167 $. La renda per capita de la població era de 9.562 $. Entorn del 34,7% de les famílies i el 35,7% de la població estaven per davall del llindar de pobresa.

## Poblacions més properes
El següent diagrama mostra les poblacions més properes.